# Benoit-Olivier Groulx
Benoit-Olivier "Bo" Groulx, född 6 februari 2000, är en kanadensisk professionell ishockeyforward som spelar för Anaheim Ducks i National Hockey League (NHL). Han har tidigare spelat för San Diego Gulls i American Hockey League (AHL) och Halifax Mooseheads och Moncton Wildcats i Ligue de hockey junior majeur du Québec (LHJMQ).
Groulx draftades av Anaheim Ducks i andra rundan i 2018 års draft som 54:e spelare totalt.

## Statistik
| 2013–2014    | Intrepide de l'Outaouais bantam AAA |              | 26  | 2   | 6   | 8   | 18  | 3  | 1 | 0  | 1  | 0  |
| 2014–2015    | Intrepide de l'Outaouais bantam AAA |              | 28  | 29  | 20  | 49  | 48  | 5  | 4 | 3  | 7  | 12 |
|              | Intrepide de Gatineau espoir        |              | 3   | 1   | 0   | 1   | 0   | —  | — | —  | —  | —  |
| 2015–2016    | L'Intrépide de Gatineau             | LHMAAAQ      | 41  | 21  | 30  | 51  | 54  | 10 | 3 | 4  | 7  | 26 |
| 2016–2017    | Halifax Mooseheads                  | LHJMQ        | 62  | 17  | 14  | 31  | 34  | 6  | 1 | 1  | 2  | 4  |
| 2017–2018    | Halifax Mooseheads                  | LHJMQ        | 68  | 28  | 27  | 55  | 100 | 9  | 2 | 6  | 8  | 14 |
| 2018–2019    | Halifax Mooseheads                  | LHJMQ        | 65  | 31  | 49  | 80  | 56  | 10 | 4 | 8  | 12 | 12 |
| 2019–2020    | Halifax Mooseheads                  | LHJMQ        | 26  | 15  | 26  | 41  | 28  | —  | — | —  | —  | —  |
|              | Moncton Wildcats                    | LHJMQ        | 29  | 14  | 23  | 37  | 30  | —  | — | —  | —  | —  |
| 2020–2021    | San Diego Gulls                     | AHL          | 42  | 10  | 19  | 29  | 24  | 3  | 1 | 0  | 1  | 4  |
| 2021–2022    | Anaheim Ducks                       | NHL          | 1   | 0   | 0   | 0   | 0   | —  | — | —  | —  | —  |
| NHL totalt   | NHL totalt                          | NHL totalt   | 1   | 0   | 0   | 0   | 0   | —  | — | —  | —  | —  |
| LHJMQ totalt | LHJMQ totalt                        | LHJMQ totalt | 250 | 105 | 139 | 244 | 248 | 25 | 7 | 15 | 22 | 30 |

### Internationellt
| Källa: Uppdaterad: 2021-10-14 | Källa: Uppdaterad: 2021-10-14 | Källa: Uppdaterad: 2021-10-14 |         | Utv = Utvisningsminuter | Utv = Utvisningsminuter | Utv = Utvisningsminuter | Utv = Utvisningsminuter | Utv = Utvisningsminuter |
| År                            | Lag                           | Mästerskap                    | Matcher | Mål                     | Assists                 | Poäng                   | Utv                     |                         |
| ----------------------------- | ----------------------------- | ----------------------------- | ------- | ----------------------- | ----------------------- | ----------------------- | ----------------------- | ----------------------- |
| 2016                          | Kanada                        | Ungdoms-OS, vinter            | 6       | 4                       | 2                       | 6                       | 7                       |                         |
| 2017                          | Kanada                        | Ivan Hlinka                   | 5       | 2                       | 1                       | 3                       | 6                       |                         |
| Junior totalt                 | Junior totalt                 | Junior totalt                 | 11      | 6                       | 3                       | 9                       | 13                      |                         |